# Iztaccihuatl
Iztaccíhuatl (alternativt Ixtaccíhuatl) är det tredje högsta berget i Mexiko efter Pico de Orizaba (5 636 m) och Popocatépetl (5 426 m). Bergets namn på Nahuatl är "vit kvinna".
Berget har fyra toppar av vilka den högsta är 5230 meter. Tillsammans bildar topparna en sovande kvinnlig gestalt. Man kan se huvud, bröst, knän och fötter. Man ska se det från väster och öster. Iztaccíhuatl ligger inte längre än 7 mil sydost ifrån Mexico City och kan ofta ses ifrån staden.
När den första lyckade bestigningen gjordes vet man inte men den första bevisade bestigningen ägde rum 1889, arkeologiska bevis talar för att tidigare kulturer och aztekerna också klättrat på berget.
Det är den lägsta toppen i Mexiko som har en permanent glaciär.
Iztaccíhuatl ligger norr om Popocatépetl och är ansluten till Popocatépetl genom ett högt pass (Paso de Cortés).

## Legenden om Popocatépetl och Iztaccíhuatl
I aztekisk mytologi var Iztaccíhuatl en prinsessa som blev förälskad i en av hennes fars krigare (Popocatépetl). Fadern sände iväg hennes älskade till krig i Oaxaca och lovade honom sin dotter som hans fru ifall han återvände (vilket Iztaccíhuatls far förmodade att han inte skulle). Iztaccíhuatl fick sedan veta att hennes älskade hade dött och dog då av sorg. När Popocatépetl återvände dog han i sin tur av sorg över att han förlorat sin älskade. Gudarna blev chockade över det som hänt och förvandlade dem till berg och täckte dem med snö. Iztaccíhuatls berg kallas "Den vita kvinnan" eftersom det liknar en kvinna som sover på rygg, och ofta är täckt av snö. (Berget kallas ibland även La Mujer Dormida ("Den sovande kvinnan").) Han blev en vulkan (Popocatépetl) som låter det regna eld på jorden i sitt blinda raseri över att ha förlorat sin älskade.
I en annan legend, involveras även Nevado de Toluca liksom Popo.

## Höjden
Bergets höjd anges ofta till 5286 meter men SRTM och Mexican national survey mapping är överens om att 5230 m är mer exakt.
Denna artikel är helt eller delvis baserad på material från engelskspråkiga Wikipedia